# 田端機関区
田端機関区（たばたきかんく）は、かつて日本貨物鉄道（JR貨物）の関東支社管轄で東京都北区にあった乗務員配置区である。本区のほか、水戸派出と小名浜派出があった。
名称は「機関区」ではあるが車両の所属はなく、田端操駅に滞泊となるJR貨物の電気機関車はすべてJR東日本の田端運転所構内に留置されていた。

## 乗務範囲
- 田端信号場駅 - 隅田川駅
- 田端信号場駅 - 黒磯駅
- 田端信号場駅 - 高崎操車場
- 田端信号場駅 - 水戸駅
- 田端信号場駅 - 新鶴見信号場
- 田端信号場駅 - 越谷貨物ターミナル駅
- 金町駅 　- 新小岩信号場駅など
  - 水戸派出所属の運転士はいわき駅 - 隅田川駅・新鶴見信号場の間を乗務した。
  - 小名浜派出は乗務員区所ではなく検修区所で、主に貨車の検修を担当していた。

## 歴史
- 1987年（昭和62年）3月1日-国鉄分割民営化を控え、検修部門と旅客列車運転士を田端運転所として分離する。
- 1987年（昭和62年）4月1日-国鉄分割民営化に伴い、日本貨物鉄道（JR貨物）関東支社の管轄となる。
- 2013年（平成25年）3月16日-乗務員区所・機関車留置区所としての機能を隅田川駅構内に新設された隅田川機関区に移転し廃止。